# Hoàng Thúc Hào
Hoàng Thúc Hào (1971), hiện là Phó Chủ tịch Hội Kiến trúc sư Việt Nam. Ông tốt nghiệp Khoa Kiến trúc - Quy hoạch, Trường Đại học Xây dựng Hà Nội năm 1992, tốt nghiệp cao học Đại học Bách khoa Turin năm 2002. 
Năm 2003, ông Hào thành lập "1+1>2", văn phòng kiến trúc tập trung hỗ trợ các cộng đồng thiểu số, yếu thế, bảo vệ và thúc đẩy sự đa dạng văn hóa trong bối cảnh hiện đại hóa, toàn cầu hóa. Ông cũng là giảng viên Bộ môn Kiến trúc Dân dụng thuộc Khoa Kiến trúc và Quy hoạch trường Đại học Xây dựng Hà Nội.

## Sự nghiệp
Hoàng Thúc Hào là kiến trúc sư Việt Nam đầu tiên thắng Giải SIA-GETZ 2016 cho kiến trúc sư nổi bật Châu Á, đồng thời là người Việt Nam đầu tiên được trao 02 giải thưởng lớn (tổ chức 3 năm 1 lần): The Vassilis Sgoutas Prize for Implemented Architecture Serving the Impoverished 2017 & The Robert Matthew Prize for Sustainable and Humane Environments 2023 của Liên hiệp Hội Kiến trúc sư Quốc tế (UIA). 
UIA nhận định:
" Hoàng Thúc Hào đặc biệt chú trọng các khu vực nông thôn, những cộng đồng nghèo, nêu bật vai trò của kiến trúc sư trong quá trình kiến thiết, đổi mới xã hội. Hiểu sâu sắc và thích ứng điều kiện địa phương, ông đã có những sáng tạo tiên phong. Người dân tham gia và là phần không thể thiếu của quá trình xây dựng, được trao quyền trong việc cải thiện chính môi trường sống của họ. Ông không chỉ hướng đến tính bền vững trong xây dựng, quan trọng hơn, ông tôn trọng và phát triển giá trị văn hóa trong các tác phẩm của mình - một khía cạnh thường bị bỏ quên ở các nền kinh tế đang phát triển."
" Hoàng Thúc Hào là một trong số ít kiến trúc sư Việt Nam có tư duy cộng đồng rõ ràng trong việc kết hợp giữa môi trường tự nhiên và môi trường sống với sự kết nối cộng đồng và văn hóa mạnh mẽ”.
Kiến trúc của ông tập trung vào hỗ trợ thiết thực các cộng đồng yếm thế qua những dự án đa dạng như nhà cộng đồng, nhà công nhân, trường học cho trẻ em có hoàn cảnh khó khăn, làng nông thôn mới, v.v.. Với cách tiếp cận hiệu quả, kết hợp tri thức hàn lâm và kinh nghiệm dân gian, yếu tố tự nhiên và văn hóa bản địa cốt lõi, tác phẩm của ông là minh chứng hiệu quả cho việc bảo tồn và phát huy bản sắc địa phương trong bối cảnh đương đại.
Ông đề xuất triết lý "Kiến trúc Hạnh phúc" - kiến trúc không đơn thuần chỉ là thiết kế, kiến tạo không gian, mà có khả năng mang đến công bằng và hạnh phúc.

## Công trình tiêu biểu
- Nhà cộng đồng Suối Rè (Hòa Bình ) | 2009
- Nhà cộng đồng Tả Phìn (Lào Cai) | 2012
- Hệ thống sân chơi trẻ em (Hội An) | 2013
- Nhà cộng đồng Cánh Én (Hà Giang ) | 2015
- Nhà cộng đồng Cẩm Thanh (Hội An) | 2015
- Trường Tiểu học Lũng Luông (Thái Nguyên) | 2015
- Làng Thiền An Bình (Yên Bái) | 2016
- Trung tâm Hạnh phúc Bhutan (Bhutan) | 2016
- Hệ thống nhà chống lũ (Quảng Ninh, Quảng Bình, Quảng Nam) | 2013 - 2016
- Nhà quê ra phố (Đồng Nai) | 2016
- Hệ thống Nhà Vỏ chai | 2016
- Nhà ở công nhân (Lào Cai) | 2016
- Làng treo - Khu căn hộ Dream Residence (Hà Nội) | 2017
- Nhà cộng đồng Chiềng Yên (Sơn La) | 2017
- Trường Sentia (Hà Nội) | 2018
- SaPa O’Chau Lodge (Lào Cai) | 2018
- Làng Mít (Hà Nội) | 2019
- Trường Tiểu học và Mầm non Dạ Hợp (Hòa Bình) | 2019
- Trường Liên cấp Dewey (Hà Nội) | 2020
- Viện Nghiên cứu Cao cấp về Toán Việt Nam (Hà Nội) | 2020
- Làng Đứng Pixel (Hà Nội) | 2020
- Nhà Cộng đồng Gốm Bát Tràng (Hà Nội) | 2021
- Bảo tàng Nghệ thuật Đương đại | 2021
- Trường Phổ thông liên cấp Hanoi Adelaide (Hà Nội) | 2021
- Trường Nà Khoang (Sơn La) | 2021
- Nhà hàng Trúc Lâm (Hà Nội) | 2021
- Trường Liên cấp Phenikaa | 2021
- Trường Lùng Vài (Hà Giang) | 2022
- Đồ án Bảo tàng Bình Định (Bình Định) | 2022
- Trường Quốc tế Westlink | 2022
- Làng Sồi 9th Avenue Residence (Myanmar) | 2022
- Trường Liên cấp CIS (Lào Cai) | 2023
- Brighton College Việt Nam (Hà Nội) | 2023
- Trường VinSchool Ocean Park 2 (Hà Nội) | 2024
- Trường Dewey Ocean Park (Hà Nội) | 2024
- Chùa Viên Giác (Huế) | 2024
- Nhà Cộng đồng Lam Sơn (Thanh Hóa) | 2024
- Hệ thống trường học vùng cao (thiết kế hơn 110 điểm trường) | 2014 - 2024

## Giải thưởng
| STT | Tên Giải thưởng | Năm         |
| 1   | Giải Đặc biệt Triennial SOFIA | 1994        |
| 2   | Giải thưởng Hội KTS Quốc tế UIA – PARIS | 1996        |
| 3   | Giải Nhất DAAD (Deutscher Akademischer Austausch Dienst), Trung tâm Khoa học và Công nghệ Việt - Đức                                             | 1996        |
| 4   | Giải Nhì Cuộc thi thiết kế Nhà Quốc hội Việt Nam                                                                                                 | 2007        |
| 5   | Giải Nhất cuộc thi “Vì Hà Nội hôm nay và ngày mai”                                                                                               | 2008        |
| 6   | Giải cao nhất cuộc thi "Quy hoạch và thiết kế đô thị khu vực Hồ Gươm và phụ cận"                                                                 | 2009        |
| 7   | Giải thưởng “Bùi Xuân Phái – Vì tình yêu Hà Nội” - Đồ án "Cung đường Hòa Bình"                                                                   | 2010        |
| 8   | Giải Nhì UIA Barbara Cappochin Award | 2011        |
| 9   | Giải Nhất của Liên hiệp các hội Văn học và Nghệ thuật Việt Nam                                                                                   | 2013        |
| 10  | Giải Nhất Liên hoan Kiến trúc Thế giới (WAF) Hạng mục Cộng đồng                                                                                  | 2015        |
| 11  | Kiến trúc sư của Năm 2015 (Ashui Awards) | 2015        |
| 12  | Giải Vàng Kiến trúc Xanh Việt Nam | 2015        |
| 13  | Giải SIA-Getz dành cho Kiến trúc sư Nổi bật Châu Á                                                                                               | 2016        |
| 14  | Đại sứ truyền cảm hứng - We Choice Awards 2016 - Giải thưởng do Hội đồng Thẩm định bình chọn                                                     | 2016        |
| 15  | Giải Vassilis Sgoutas cho Kiến trúc được triển khai phục vụ người nghèo (Giải thưởng lớn ba năm/ lần của Liên hiệp hội Kiến trúc sư Quốc tế UIA) | 2017        |
| 16  | Huân chương Lao động Hạng Nhì | 2017        |
| 17  | Giải thưởng cao nhất cuộc thi QHKT Khu lưu niệm Chủ Tịch Hồ Chí Minh, Nam Đàn, Nghệ An                                                           | 2019        |
| 18  | Giải Vàng Giải Kiến trúc Arcasia (Hạng mục Công trình nghỉ dưỡng)                                                                                | 2020        |
| 19  | Giải thưởng Robert Matthew về Môi trường Bền vững và Nhân đạo (Giải thưởng lớn ba năm/ lần của Liên hiệp hội Kiến trúc sư Quốc tế UIA)           | 2023        |
| 20  | Giải thưởng Nhà nước về Văn học Nghệ thuật 2023                                                                                                  | 2023        |
| 21  | Giải Nhất Design Educate Awards 2023 | 2023        |
| 22  | Giải ArchDaily Công trình của Năm 2024 | 2024        |
|     | |             |
| 20  | 07 Giải Spec Go Green | 2014 – 2018 |
| 21  | 20 Giải thưởng Kiến trúc Quốc gia | 2006 - 2023 |
| 22  | 13 Giải Green Good Design | 2011 - 2024 |
| 23  | 06 Giải thưởng Kiến trúc xanh Quốc gia | 2013 - 2021 |
| 24  | 05 Giải Futurarc Green Leadership | 2011 - 2020 |
| 25  | 07 Giải AAA Arcasia Architecture Award | 2011 - 2021 |
| 26  | 12 Giải IAA Chicago (The International Architecture Awards)                                                                                      | 2011 - 2024 |
| 28  | 8 giải Architecture Master Prize | 2018 – 2024 |
| 29  | 2 Giải Design Educate Awards | 2024        |